# اوجی‌ال‌ای-۲۰۰۵-بی‌ال‌جی-۳۹۰ال
اوجی‌ال‌ای-۲۰۰۵-بی‌ال‌جی-۳۹۰ال یک ستاره است که در صورت فلکی کژدم قرار دارد.